# Boura (Niger)
Boura ist ein Dorf in der Landgemeinde Dargol in Niger.

## Geographie
Das von einem traditionellen Ortsvorsteher (chef traditionnel) geleitete Dorf liegt am linken Ufer des Flusses Dargol. Es befindet sich rund 20 Kilometer westlich des Hauptorts Dargol der gleichnamigen Landgemeinde, die zum Departement Gothèye in der Region Tillabéri gehört. Zu den Siedlungen in der näheren Umgebung von Boura zählen Firo Koira im Nordwesten, Bandio im Osten und Tassia im Südosten.
Boura ist Teil der Übergangszone zwischen Sahel und Sudan. Die durchschnittliche jährliche Niederschlagsmenge beträgt hier zwischen 400 und 500 mm.

## Geschichte
Zwischen Boura und der französischen Gemeinde Bréhal wurde 1994 ein mehrjähriges Jugendaustausch-Programm eingerichtet.

## Bevölkerung
Bei der Volkszählung 2012 hatte Boura 2554 Einwohner, die in 294 Haushalten lebten. Bei der Volkszählung 2001 betrug die Einwohnerzahl 2089 in 256 Haushalten und bei der Volkszählung 1988 belief sich die Einwohnerzahl auf 2897 in 385 Haushalten.
In Boura wird die Sprache Zarma gesprochen.

## Kultur
Gemäß dem traditionellen Glauben in den Songhai-Gebieten lebt in Boura wie an einigen anderen Orten das Geistwesen gorou gondi, das die Form einer Wasserschlange annimmt. In Boura hat die Schlange den Namen Toula oder Toulé.

## Wirtschaft und Infrastruktur

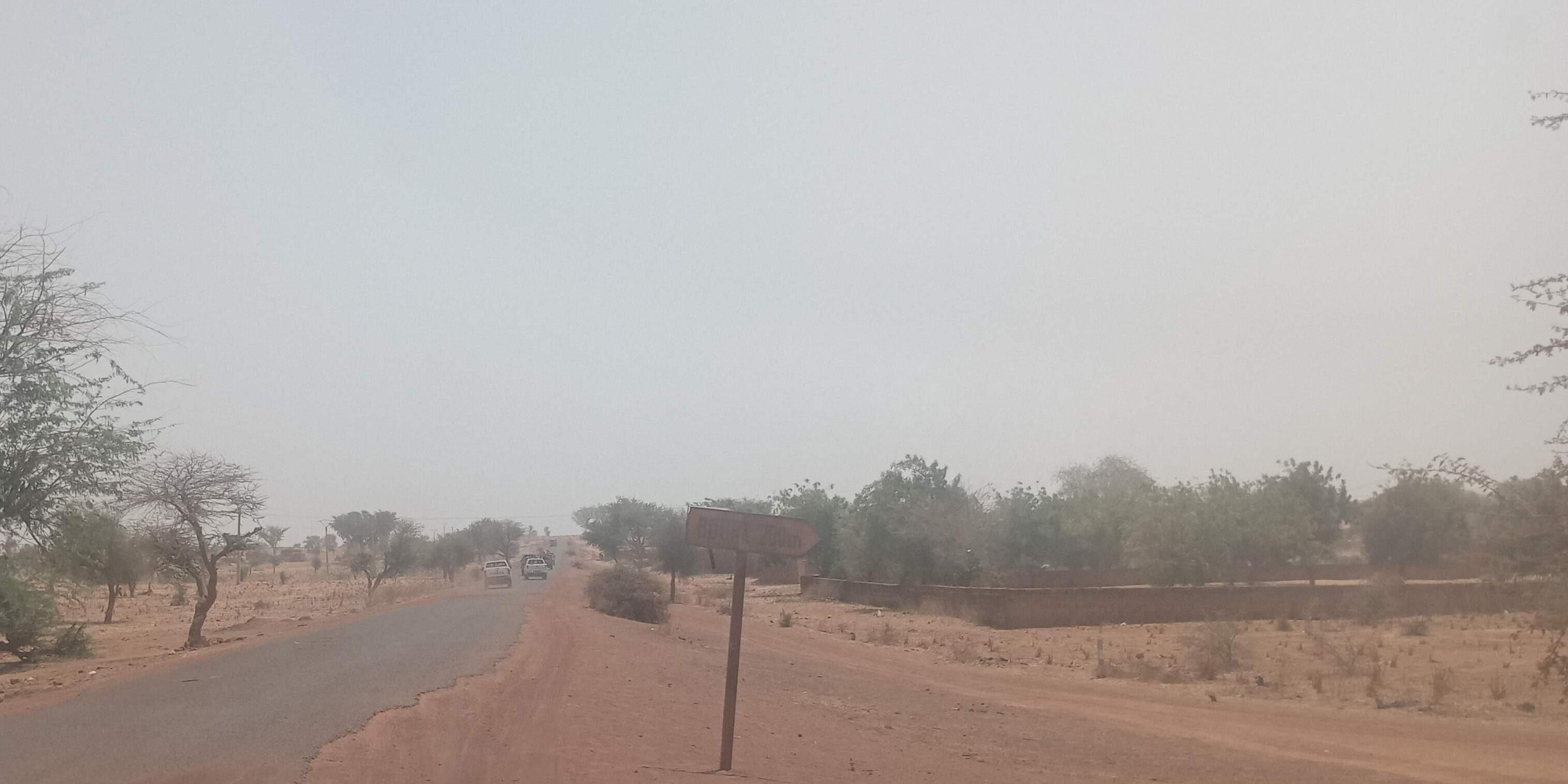
Ortseinfahrt von Boura an der Nationalstraße 4 (2025)

In Boura wird Sesam angebaut. Es gibt eine Schule im Dorf. Am Ortsrand von Boura verläuft die 214,1 Kilometer lange Nationalstraße 4 zwischen der Hauptstadt Niamey und der Staatsgrenze zu Burkina Faso. Die Straße ist in diesem Abschnitt asphaltiert.